# Angas
Angas, Kerang, Karangma – subsaharyjski lud z grupy czadyjskiej zamieszkujący środkową Nigerię, głównie stan Plateau oraz okręgi miast Pankshin, Kanam i Lantang. Spokrewniony językowo i kulturowo z ludami Ankwe (Kemai) i Sura. Liczy ok. 547 000 osób (2012). Ludność posługuje się językiem Ngas, z grupy języków Hausa. Zajmują się gł. uprawą roli (proso, maniok, sorgo, bataty, ryż), a w obszarach górskich także hodowlą bydła.
Religia:
- chrześcijaństwo – 76% (ewangelikalizm – 20%), w tym:
  - Kościół Rzymskokatolicki – 75%
  - protestantyzm: 15%
  - kościoły niezależne: 10%
- islam: 22%
- religie tradycyjne: 2%.